# فریتس ویور
فریتس ویور (انگلیسی: Fritz Weaver؛ زادهٔ ۱۹ ژانویهٔ ۱۹۲۶ – درگذشته ۲۶ نوامبر ۲۰۱۶) یک بازیگر سینما و صداپیشه اهل ایالات متحده آمریکا بود. وی از سال ۱۹۵۶ میلادی تا ۲۰۱۶ میلادی مشغول فعالیت بوده‌است.
فریتس ویور در ۲۶ نوامبر ۲۰۱۶ در سن ۹۰ سالگی درگذشت.

## گزیده فیلمشناسی

### فیلم
- وضعیت رفع خطر (۱۹۶۴)
- ماراتن من (۱۹۷۶)
- یکشنبه سیاه (۱۹۷۷)
- آرواره‌های شیطان (۱۹۸۲)
- قدرت (۱۹۸۶)
- پینه‌دوز (۲۰۱۴)

### تلویزیون
- منطقه نیمه‌روشن (قسمت‌های: "Third from the Sun", "The Obsolete Man")
- دکتر کیلدر
- فراری
- مأموریت: غیرممکن
- دود اسلحه
- نایت گالری
- هاوایی فایو-او
- غرب رؤیایی
- هولوکاست
- نظم و قانون (مجموعه تلویزیونی)
- پرونده‌های ایکس, فریژر